# Expedition 51
Expedition 51 è stata la 51ª missione di lunga durata verso la Stazione spaziale internazionale.
A causa della decisione di Roscosmos di ridurre i propri cosmonauti presenti sulla Stazione fino al lancio del modulo Nauka, l'equipaggio dell'Expedition 51 precedentemente composto da Peggy Whitson, Oleg Novickij, Thomas Pesquet, Aleksandr Misurkin, Nikolaj Tichonov e Mark Vande Hei è stato cambiato come segue. 
Gli ultimi 2 componenti dell'equipaggio sono arrivati sulla ISS il 20 Aprile 2017.

## Equipaggio
| Ruolo               | Aprile 2017                           | Aprile – Giugno 2017                   |
| ------------------- | ------------------------------------- | -------------------------------------- |
| Comandante          | Peggy Whitson, NASA Terzo volo        | Peggy Whitson, NASA Terzo volo         |
| Ingegnere di volo 1 | Oleg Novickij, Roscosmos Secondo volo | Oleg Novickij, Roscosmos Secondo volo  |
| Ingegnere di volo 2 | Thomas Pesquet, ESA Primo volo        | Thomas Pesquet, ESA Primo volo         |
| Ingegnere di volo 3 |                                       | Fëdor Jurčichin, Roscosmos Quinto volo |
| Ingegnere di volo 4 |                                       | Jack Fischer, NASA Primo volo          |